# Eduard Hanslick
Eduard Hanslick (Praga, 11 settembre 1825 – Baden, 6 agosto 1904) è stato un critico musicale e musicologo austriaco, che ha vissuto e svolto la sua attività a Vienna per gran parte della sua vita.

## Biografia
Figlio di Joseph Adolph Hanslick, un bibliografo e insegnante di musica proveniente da una famiglia di origine tedesca, e della figlia di un mercante viennese allieva di pianoforte di Joseph Adolph, a 18 anni diventa allievo di Václav Tomášek, uno dei più importanti musicisti di Praga. Nello stesso tempo studia legge all'Università di Praga, dove successivamente si laurea. Durante gli studi universitari inizia a collaborare come critico musicale prima con alcune piccole testate locali e poi con la Wiener Musik-Zeitung e la Neue Freie Presse di Vienna. Dal 1856 al 1895 insegna storia ed estetica musicale all'Università di Vienna. Oltre a essere membro delle commissioni giudicatrici di diversi concorsi musicali, Hanslick ottiene anche alcuni incarichi presso il ministero austriaco della cultura. È autore delle sue memorie, oltre ad aver scritto numerosi saggi di critica e estetica musicale.
Dal punto di vista della critica musicale Hanslick risulta essere abbastanza conservatore: nelle sue memorie sostiene che per lui la storia della musica ha il suo vero inizio con Mozart e tocca il suo apice con Beethoven, Schumann e Brahms. Sono note inoltre le sue posizioni in difesa della musica di Brahms e il rifiuto della musica di Wagner. Per via della sua stretta amicizia con Brahms, si ritiene inoltre che possa aver avuto qualche influenza sulla sua musica.
Il quadro teorico della critica e dell'estetica della musica di Hanslick è rintracciabile nel suo scritto teorico Vom Musikalisch-Schönen (Del bello musicale), del 1854. Il saggio, pur prendendo le mosse da un attacco all'estetica musicale wagneriana, si afferma rapidamente come un testo di riferimento a sé stante, passando attraverso molte edizioni, ristampe e traduzioni. In esso Hanslick, ricollegandosi all'estetica formalistica di Herbart e Zimmermann, sostiene una posizione nichilista, negando alla musica ogni possibilità di significare sentimenti di carattere psicologistico e considerandola come un astratto gioco di forme pure che non hanno altro da significare che se stesse. Da qui si capisce il suo rifiuto per Wagner, che vedeva nella musica (e nell'uso sistematico dei leitmotiv) un vero mosaico di reminiscenze psicologiche. Di Wagner, Hanslick apprezzava solo la scena delle "fanciulle-fiore" nel Parsifal, sorta di valzer lento melodicamente orecchiabile, "un capolavoro nel suo genere". Lo stesso Wagner volle alludere ad Hanslick - in maniera caricaturale - nell'opera Die Meistersinger von Nürnberg (I maestri cantori di Norimberga) col personaggio di Beckmesser (si dice che il musicista avesse voluto originariamente chiamare il personaggio addirittura Hans Lick). Altri bersagli della critica musicale di Hanslick sono stati Anton Bruckner e Hugo Wolf e soprattutto i poemi sinfonici di Franz Liszt.
Hanslick è stato chiamato, dai suoi più fanatici detrattori, e in particolar modo dai wagneriani antisemiti, "l'ebreo". Dal punto di vista religioso, tuttavia, Hanslick è stato educato da una famiglia cattolica in quanto sua madre, pur essendo originariamente di religione ebraica, quando si sposò si convertì al cattolicesimo.
I Sedici valzer op. 39 di Brahms (1865) per pianoforte a quattro mani, sono dedicati a Hanslick.

## Saggi e contributi principali
- Vom Musikalisch-Schönen (Del bello musicale), Lipsia, 1854
- Geschichte des Konzertwesens in Wien (Storia della vita concertistica a Vienna), 2 volumi, Vienna, 1869-70
- Die moderne Oper (L'opera moderna), 9 volumi, Berlino, 1875-1900
- Aus meinem Leben (Dalla mia vita), 2 volumi, Berlino, 1894